# Así se hace
Así se hace es una serie de televisión documental que se estrenó el 6 de enero de 2001 en Science Channel en Estados Unidos, y en Discovery Channel de Canadá. El programa está producido en Quebec, por Productions MAJ, Inc. En Reino Unido se emite en Discovery Channel, Quest y DMAX. En España se emite en Discovery MAX, y algunos episodios fueron presentados por Álvaro Bultó.

## Formato
El programa es un documental que muestra cómo se fabrican artículos comunes de uso diario (incluyendo productos comestibles como goma de mascar, productos industriales como motores, instrumentos musicales como guitarras, y artículos deportivos como tablas de snowboard). Se graba intentando simplificar su doblaje a diferentes idiomas. Por ejemplo, el programa evita mostrar un narrador o presentador en la pantalla, no suele mostrar empleados de las empresas presentadas hablando ante la cámara, y mantiene la interacción humana con el proceso de fabricación en su mínima expresión. Un narrador explica cada proceso, a menudo haciendo uso de juegos de palabras. Cada programa de media hora por lo general tiene tres o cuatro segmentos principales, y cada producto tiene una presentación de alrededor de cinco minutos, con excepciones para productos más complejos. Normalmente cada programa tiene por lo menos un producto con una nota de antecedentes históricos que le precede, que muestra cómo y de dónde procede el producto, y lo que la gente usaba antes. La nota histórica se muestra a través de dibujos animados desplegados en la pantalla mediante un programa informático.
En junio de 2008, el Science Channel comenzó a transmitir Así se hace: Remix, consistente en una mezcla de segmentos de programas anteriores organizados por temas ("Comida", "Accesorios deportivos", etc). En 2013, el Science Channel comenzó a emitir Así se hace: Coches de ensueño en España, Así se hace: Supercarros en Latinoamérica, enfocado exclusivamente hacia coches exóticos y de alta gama.

## Idiomas
El programa se emite para Canadá en inglés por Discovery Channel y Discovery Science, y en francés por Ztélé. El programa es también transmitido en Estados Unidos (Science y con menor frecuencia en Discovery Channel), en Reino Unido (Discovery UK, Science UK y Quest), Italia por Discovery Science I, España por Discovery Channel y Discovery MAX, Noruega (traducido al noruego) por Discovery Channel y Science, Polonia (traducido al polaco) en Discovery Polska y Science Polska, y Alemania en DMAX. El programa es presentado con varios nombres: en alemán So wird's gemacht, en portugués O Segredo das Coisas, en español Así se hace, en francés Comment c'est fait, en polaco Jak to jest zrobione, en húngaro Hogyan készült, en rumano  Cum se fabrică, en italiano Come è fatto, en ruso Как это работает, en noruego Hvordan den lages, en finés Miten se tehtiin?, en checo Jak se to dělá, en turco Nasıl Yapılır?, y en búlgaro Как се прави....

## Narradores
- Mark Tewksbury - Temporada 1 (2001)
- Lynn Herzeg - Temporadas 2 - 4 (2002–2004)
- June Wallack - Temporada 5 (2005)
- Lynne Adams - Temporada 6 - (2006–presente)

La voz en off para la audiencia de Estados Unidos es grabada por Brooks T. Moore (temporadas 1-8, 2001-2007, 2008-presente) o por Zac Fine (2007-2008). Los diálogos son casi idénticos, la principal diferencia es que el narrador para Estados Unidos utiliza unidades de medida anglosajonas en lugar del Sistema Internacional. En algunos momentos de la transmisión en Estados Unidos, había subtítulos con la conversión de medidas que se mostraban durante la narración original.
En abril de 2007, todos los episodios que se transmitían en Estados Unidos (en el Discovery Channel y Science Channel) tenían una apertura individual para cada episodio, en lugar de las aperturas por temporada. Al igual que la mayoría de los otros programas de Discovery Channel, los créditos se muestran durante el último segmento, con sólo una pantalla azul y la solicitud de información (y la página web) al final.
En septiembre de 2007, la novena temporada comenzó a transmitirse en Science, junto con nuevas aperturas, gráficos y bandas sonoras. Zac Fine reemplazó a Moore como narrador. Sin embargo, la undécima temporada, que comenzó a emitirse en septiembre de 2008, restableció a Moore como narrador y regresaron a la anterior secuencia en el título y la banda sonora.
En Reino Unido, el resto de Europa y en algunos casos el sudeste de Asia, la serie está narrada por Tony Hirst. Todos los episodios se han mostrado en Reino Unido en el Discovery Channel UK,  Quest y Discovery Science Channel UK.